# Argyphia modesta
Argyphia modesta är en fjärilsart som beskrevs av Saalmüller 1891. Argyphia modesta ingår i släktet Argyphia och familjen nattflyn. Inga underarter finns listade i Catalogue of Life.